# Dariusz Kwolek
Niektóre z zamieszczonych tu informacji od 2014-06 wymagają weryfikacji.
Dokładniejsze informacje o tym, co należy poprawić, być może znajdują się w dyskusji tego artykułu.
 Po wyeliminowaniu niedoskonałości należy usunąć szablon {{Dopracować}} z tego artykułu.
Dariusz Kwolek (ur. 9 czerwca 1970 w Piszu) – polski biochemik kliniczny, dr nauk medycznych, profesor Wyższej Szkoły Menedżerskiej w Legnicy i Instytutu Badań Fizykomedycznych PIW Primax Medic, dyplomata ONZ.

## Wykształcenie
Ukończył Liceum Ogólnokształcące im. Stanisława Dubois w Koszalinie (1989) oraz wielokierunkowe studia biochemiczne na Zachodniopomorskim Uniwersytecie Technologicznym (dawnej Politechnice Szczecińskiej), medyczne doktoranckie na Uniwersytecie Medycznym (2001) i obronił pracę doktorską z systemów przezskórnego podawania leków, podyplomowe: integracji europejskiej na Uniwersytecie Szczecińskim (1998), zarządzania turystyką i rekreacją na Akademii Wychowania Fizycznego (1997), prawa międzynarodowego na Uniwersytecie Warszawskim (2007). Ukończył specjalizację podyplomową z rehabilitacji (2005) oraz uzyskał tytuł specjalisty zdrowia publicznego (2012).  
W 2007 roku był stypendystą Fundacji Andrew Mellona na Loyola Marymount University w Los Angeles (USA).
W 2008 roku uzyskał licencję Ministra Skarbu RP do rad nadzorczych spółek Skarbu Państwa.

## Działalność zawodowa
W latach 1997-2002 pracował na stanowisku starszego wykładowcy, następnie adiunkta na Wydziale Pedagogiki w Bałtyckiej Wyższej Szkole Humanistycznej w Koszalinie.
W latach 2003-2004 na stanowisku adiunkta i Kierownika Zakładu na Wyższej Szkole Ekonomicznej w Warszawie (obecnie Almamer) i równolegle na stanowisku profesora w Wyższej Szkole Menedżerskiej w Legnicy.
W latach 2004-2008 na stanowisku docenta, a następnie profesora w Wyższej Szkole Hotelarstwa, Gastronomii i Turystyki w Warszawie, gdzie od 2005 roku kierował Zakładem Biomedycznych Podstaw Turystyki i Rekreacji wraz z Pracownią Fizjologii Wysiłku i EKG.
Od 2006 współpracuje i pełni nadzór naukowy w Centrum Medycznym „Verde” w Warszawie.    
Od 2010 związany z Lubuską Wyższą Szkołą Zdrowia Publicznego.
W 2010 Minister Zdrowia RP Ewa Kopacz powierzyła mu obowiązki specjalisty w zakresie zdrowia publicznego
W latach 2001-2003 oraz 2008-2012 wykładał gościnnie na uniwersytetach niemieckich oraz współpracował z niemieckimi koncernami farmaceutycznymi i CHEMPARK w Leverkusen. Równolegle w latach 2008-2012 prowadził praktykę leczniczą w Leichlingen (Rheinland).  
Od 2003 pełni funkcje Kanclerza Krajowego Międzynarodowej Organizacji Edukacji dla Pokoju (IAEWP) stowarzyszonej z ONZ (posiadającej status konsultatywny przy Radzie Społeczno-Gospodarczej ONZ), jest akredytowany przy siedzibie ONZ w Wiedniu (United Nations Office at Vienna), jest ekspertem organizacji w zakresie Global Public Health. Jest stałym uczestnikiem konferencji ONZ odbywających się w europejskich siedzibach ONZ w Genewie i Wiedniu. Od 2005 roku jest redaktorem Diplomatic Journal.
W 2004 wyróżniony Nagrodą ONZ im. Daga Hammarskjölda.

## Praca naukowa
Jest autorem wielu publikacji i skryptów z zakresu biochemii klinicznej, farmakognozji, rekreacji ruchowej i turystyki jako elementu profilaktyki zdrowotnej.  Wyniki swoich badań prezentował na licznych konferencjach międzynarodowych. 

  Był promotorem 93 prac licencjackich, 26 prac magisterskich, 3-ch prac doktorskich, autor kilkudziesięciu recenzji prac naukowych i recenzji dorobku naukowego. Uczestnik wielu konferencji międzynarodowych z zakresu turystyki i rekreacji, biomedycyny i rehabilitacji medycznej.
Jest twórcą procedur medycznych:
a/ leczenia depresji lekoopornej (w tym choroby afektywnej dwubiegunowej) oraz wypalenia zawodowego i syndromu chronicznego zmęczenia, opartych na skojarzeniu kilku metod terapeutycznych naraz, poprzez działanie kilku substancji czynnych (po raz pierwszy w tak dobranym synergizmie) oraz medycyny fizykalnej (głównie magnetoterapii, elektrolecznictwa i światłolecznictwa) – jako metody endorfinowo-fizykalnej prekursorowania neuroprzekaźnictwa.
b/ terapii bólu przewlekłego jako Sine Dolore Concept
Jest autorem złożenia recepturowego zestawu aminikwasowo-witaminowego chelatacji doustnej  (preparaty: Chelator i Revascular). Jest twórcą optymalizacji procesowej dla wzrostu hodowli bakteryjnych i otrzymywania z nich końcowych substancji jako surowców biotechnologicznych na użytek medycyny, farmacji i rolnictwa (stosując tzw. komponentę zbiorczą roztworów pożywki).
Korzystając z dorobku i opracowań ziołolecznictwa klasztornego Opata Cystersów Klausa Schlappsa z Niemiec oraz na bazie dokonań polskich zakonników (głównie bonifratrów) opracował w 2012 roku recepturę wsadu ziołowego do ekologicznych soków owocowych, o uniwersalnym działaniu odżywczym, profilaktycznym i leczniczym jako preparatu fitochemicznego. 
W 2013 roku był recenzentem merytorycznym dla klasyfikacji zawodu homeopata wobec Ministerstwa Pracy i Polityki Socjalnej. 

## Wykaz ważniejszych publikacji naukowych
- Model of Natural Medicine Practising on the European Grounds Including Health Prophylactic and Holistic Therapeutic Procedures. Alma Ata  2001
- Diagnostic and Therapeutic System for Reflex-Therapy. Modules of Ryodoraku, Auriculo, Alarm-Points, Cranio-Puncture, Bioemanation Cerebral Feedback and Laserpuncture. Witten-Herdecke, 2002
- Marketing w promocji rekreacji i sportu w działaniach samorządu terytorialnego, Ogólnopolska konferencja „Rola administracji rządowej i samorządu terytorialnego w promocji rekreacji ruchowej” - materiały konferencyjne , t. I., AWF  Poznań 1998
- Rola i zadania animatora rekreacji ruchowej w środowisku regionalnym i lokalnym, Ogólnopolska konferencja „Rola administracji rządowej i samorządu terytorialnego w promocji rekreacji ruchowej”  - materiały konferencyjne , t. II., AWF Poznań 1998
- Wybrane aspekty z organizacji i zarządzania w działalności turystycznej Europejskiego  Forum Studentów AEGEE  - materiały konferencyjne  Międzynarodowa konferencja:   Współpraca transgraniczna jako szansa dla rozwoju obszarów wiejskich w aspekcie wejścia Polski do Unii Europejskiej, Akademia Rolnicza  Szczecin 1999
- System informacji internetowej dla uczestników kultury fizycznej i turystyki – materiały konferencyjne  Międzynarodowa konferencja: Komputerowe wspomaganie decyzji w gospodarce, Akademia Rolnicza  Szczecin 1999
- Elektroakupunkturowy pomiar wpływu zdrowotnego uprawiania chińskiej gimnastyki leczniczej – materiały konferencyjne Międzynarodowa konferencja: Rekreacja i turystyka  Współczesne dylematy, zadania i perspektywy, Polskie Stowarzyszenie Naukowe Animacji Rekreacji i Turystyki, AWF Poznań 2001
- Chińska gimnastyka jako system terapeutyczny i rekreacyjny, „Czas wolny. Rekreacja. Turystyka. Hotelarstwo. Żywienie. Wyniki badań naukowych”, Zeszyty naukowe Wyższej Szkoły Hotelarstwa i Gastronomii w Poznaniu, Poznań 2003
- Aspekty zdrowotne kultury fizycznej i rekreacji. Materiały konferencyjne. Sympozjum Integracyjne „Żyć z pasją. Żyć w ruchu”. Poradnia Psychologiczno-Pedagogiczna. Piekary Śląskie 2004
- Rola hotelarstwa w gospodarce turystycznej, materiały konferencyjne, Ogólnopolska Konferencja Naukowa „Stan i kierunki hotelarstwa w Polsce w przededniu wejścia do Unii Europejskiej”, Wyższa Szkoła Ekonomiczna, Warszawa 2003
- Tai Chi - Gimnastyka czy filozofia?  Turystyka, Rekreacja, Hotelarstwo. Żywienie. Aspekty członkostwa w Unii Europejskiej. Zeszyty naukowe Wyższej Szkoły Hotelarstwa i Gastronomii w Poznaniu, Poznań 2004
- "Równowaga kwasowo-zasadowa ustroju jako czynnik wspomagający terapie medycyny fizykalnej", międzynarodowe Sympozjum Naukowe - Medycyna fizykalna w nowoczesnej terapii, Instytut Ochrony Zdrowia, Państwowa Wyższa Szkoła Zawodowa im. St. Staszica w Pile, 2010
- Depresja jako choroba społeczna. Innowacyjne metody terapeutyczne. Międzynarodowa Konferencja naukowa „Jestem z XXI wieku. Żyję przyszłością – w ujęciu społecznym i medycznym”, Politechnika Koszalińska 2012
- Medycyna fizykalna w terapii chorób społecznych – przykłady zastosowań. Krajowy Kongres – Dni Medycyny i Zdrowia Publicznego „Polska 2012 – priorytety zdrowia publicznego”, Zielona Góra 2012